# Start from the Dark
Start from the Dark je šesti studijski album švedskog heavy metal sastava Europe.

## Popis pjesama
1. "Got to Have Faith" (Tempest, Norum) – 3:10
2. "Start from the Dark" (Tempest, Norum) – 4:12
3. "Flames" (Tempest) – 3:55
4. "Hero" (Tempest) – 4:15
5. "Wake Up Call" (Tempest, Norum) – 4:14
6. "Reason" (Tempest, Mic Michaeli) – 4:37
7. "Song No. 12" (Tempest, Norum) – 4:09
8. "Roll With You" (Tempest, Norum) – 4:30
9. "Sucker" (Tempest) – 3:42
10. "Spirit of the Underdog" (Tempest) – 4:25
11. "America" (Tempest) – 3:35
12. "Settle for Love" (Tempest, Norum) – 3:49

## Izvođači
- Joey Tempest - vokal, akustična gitara
- John Norum - električna gitara
- John Levén - bas-gitara
- Mic Michaeli - klavijature, prateći vokal
- Ian Haugland - bubnjevi, prateći vokal